# Jim Varney
James Albert "Jim" Varney, Jr., född 15 juni 1949 i Lexington, Kentucky, död 10 februari 2000 i White House, Tennessee, var en amerikansk skådespelare och komiker. 
Varney dog i lungcancer strax innan filmen Atlantis - En försvunnen värld var klar. Han gjorde där rösten till "Kakan", men hann inte göra de sista replikerna. Steve Barr tog då över kvarvarande repliker. 